# میثمی
میثمی (منسوب به میثم) می‌تواند به افراد زیر اشاره کند:
- علامه محمود میثمی عراقی، نویسنده دارالسلام (کتاب)
- لطف‌الله میثمی، فعال سیاسی ایرانی
- سایه میثمی، فیلسوف ایرانی
- حسین میثمی از نویسندگان فیلم عیاران و طراران
- عبدالله میثمی، روحانی ایرانی